# Conquista francesa da Argélia
A Conquista francesa da Argélia ocorreu entre 1830 e 1847. Usando uma diplomacia ligeira em 1827 por Hussein Dey, o governante otomano da Regência de Argel, contra o seu cônsul como pretexto, a França invadiu e prontamente tomou Argel em 1830, e rapidamente assumiu o controle de outras comunidades costeiras. Em meio a conflitos políticos internos na França, as decisões foram tomadas várias vezes para manter o controle sobre o território e forças militares adicionais foram trazidas ao longo dos anos seguintes para acabar com a resistência no interior do país.
As forças de resistência argelinas foram divididas entre as forças sob Ahmed Bey em Constantina, principalmente no leste, e as forças nacionalistas em Cabília e no oeste. Os tratados com os nacionalistas sob Abd El-Kader permitiram que os franceses concentrassem primeiramente na eliminação da ameaça otomana restante, alcançada com a captura de Constantina de 1837. El-Kader continuou a dar uma dura resistência no oeste. Finalmente dirigiu-se para o Marrocos em 1842 por uma ação militar francesa em grande escala, continuou a travar uma guerra de guerrilha até que o governo marroquino, sob pressão diplomática francesa na sequência da sua derrota na Primeira Guerra Franco-Marroquina, conduziu-o para fora de Marrocos. Ele se rendeu às forças francesas em 1847.
Esta conquista terminou com a anexação da Argélia à República Francesa, com a criação dos departamentos franceses na Argélia em 1848.
Em 1830, a conquista da Argélia é acompanhada por um assentamento colonial: os soldados franceses se tornaram colonos no estabelecimento e ajustamento do território conquistado. Os pioneiros foram gradualmente acompanhados por colegas vizinhos como os corsos ou os habitantes da região da Alsácia-Lorena que foi anexada pela Alemanha em 1870, e também por imigrantes estrangeiros que chegam em ondas sucessivas dos países costeiros do Mediterrâneo, especialmente da Espanha, mas também da Itália e Malta, uma possessão britânica desde 1814. Os cidadãos da Alemanha e da Suíça também são incentivados a participar da colonização.

## Outras leituras
- Abun-Nasr, Jamil (1987). A history of the Maghrib in the Islamic period. [S.l.]: Cambridge University Press. ISBN 9780521337670
- Priestley, Herbert Ingram (1966). France overseas: a study of modern imperialism. [S.l.]: Routledge. ISBN 9780714610245
- Ruedy, John Douglas (2005). Modern Algeria: the origins and development of a nation second ed. Bloomington, Indiana: Indiana University Press. ISBN 9780253217820
- Wagner, Moritz; Pulszky, Francis (translator) (1854). The Tricolor on the Atlas: or, Algeria and the French conquest. London: T. Nelson and Sons